# Mo-Do
Mo-Do, születési nevén Fabio Frittelli (Monfalcone, 1966. július 24. – Udine, 2013. február 6.) olasz techno és eurodance énekes. Olasz származása ellenére számait német nyelven adta elő.

## Karrierje
Mo-Do 1994-ben megjelent slágerével, az Eins, Zwei, Polizei-jal lett híres, amit mai napig a 90-es évek egyik legnépszerűbb eurodance dalaként tartanak számon. 1995-ben jelent meg első (és egyetlen) albuma, a Was Ist Das? (magyarul Mi az?), a Metronome Records kiadásában, mely ezt a dalt is tartalmazta. Az albumon további népszerű dalai is megtalálhatóak, mint a Gema Tanzen, a Liebes Tango és a Super Gut. Slágerei dacára nem tartozott a legnépszerűbb előadók körébe.
Frittellit 2013. február 6-án holtan találták meg olaszországi otthonában. A rendőrségi vizsgálat szerint az előadó öngyilkos lett, felakasztotta magát.

## Diszkográfia

### Stúdióalbumok
- Was Ist Das? (1995)

### Válogatásalbumok
- Eins, Zwei, Polizei (2008)

### Kislemezek
| Kiadás éve | Dalok                     | Album                |
| ---------- | ------------------------- | -------------------- |
| 1994       | "Eins, Zwei, Polizei"     | Was Ist Das?         |
| 1994       | "Super Gut"               | Was Ist Das?         |
| 1995       | "Gema tanzen"             | Was Ist Das?         |
| 1996       | "Sex Bump Twist"          | nem szerepel albumon |
| 1999       | "Superdisco (Cyberdisco)" | nem szerepel albumon |